# Хшанов
Хшанов (пољ. Chrzanów) је град у Пољској у Војводству Малопољском у Повјату хшановском. Према попису становништва из 2011. у граду је живело 38.829 становника.
Кроз град протиче река Хехло.

## Становништво
Према прелиминарним подацима са пописа, у граду је 2011. живело 38.829 становника.
| 2002.  | 2011.  | 2012.  |
| ------ | ------ | ------ |
| 40.880 | 38.829 | 38.420 |

## Партнерски градови
- Ивано-Франкивск
- Арн
- Nyékládháza